# Héctor Bellerín
Bellerín  Moruno est un nom espagnol. Le premier nom de famille, en général paternel, est Bellerín ; le second, en général maternel, souvent omis, est Moruno.
Héctor Bellerín, né le 19 mars 1995 à Calella en Espagne, est un footballeur international espagnol qui évolue au poste d'arrière droit au Real Betis.

## Biographie

### Formation à Barcelone puis à Arsenal (2003-2013)
Né le 19 mars 1995 à Barcelone, en Catalogne, Héctor Bellerín commence sa carrière avec l'équipe jeunes du FC Barcelone. Il quitte la Masia et s'installe à Arsenal à l'été 2011 et signe son premier contrat professionnel l'année suivante.

### Arsenal (2013-2022)
Le 25 septembre 2013, Héctor Bellerín fait ses débuts en compétition face à West Bromwich Albion au troisième tour de la League Cup, à la 95e minute en remplacement de Mikel Arteta lors d'une victoire en tirs au but après un match nul (1-1).

#### Prêt au Watford FC (2013-2014)
Deux mois plus tard, Héctor Bellerín rejoint le Watford FC sur un contrat de prêt de deux mois. Il fait ses débuts contre Yeovil Town huit jours après sa signature. Le prêt au Watford FC est prolongé jusqu'à la fin de la saison mais il est vite rappelé par Arsenal en février 2014.

#### Retour chez lesGunners

##### Saison 2014-2015
Le 16 septembre 2014, après les blessures de Mathieu Debuchy, Calum Chambers et Nacho Monreal, Héctor Bellerín fait ses débuts en Ligue des champions lors d'une défaite 2-0 contre le Borussia Dortmund. Le 18 octobre 2014, il fait ses débuts en Premier League en étant titularisé face à Hull City (match nul, 2-2).
Le 1er février 2015, il inscrit son premier but face à Aston Villa (victoire, 5-0). Le 4 avril 2015, il ouvre le score lors du choc face à Liverpool (victoire, 4-1). Le 30 mai 2015, il débute en finale de la Coupe d'Angleterre face à Aston Villa, au Stade de Wembley, et remporte ainsi le premier trophée de sa carrière (victoire, 4-0).

##### Saison 2015-2016
Héctor Bellerín signe un nouveau contrat à long terme avant la saison 2015-2016. Il devient un titulaire indiscutable au sein du onze titulaire d'Arsène Wenger. Il commence la saison en remportant le Community Shield face à ses rivaux du Chelsea FC (victoire, 1-0). Il est le seul joueur d'Arsenal à intégrer l'équipe-type de Premier League de la saison et termine troisième meilleur joueur de la saison à Arsenal.

##### Saison 2016-2017
Le 21 novembre 2016, Héctor Bellerín signe un nouveau contrat qui le lie au club jusqu'en 2022. Le 27 mai 2017, il dispute la finale de la FA Cup remportée 2-1 par son club face au rival londonien du Chelsea FC. Malgré cela, la saison 2016-2017 fut une des pires de Héctor Bellerín et des Gunners qui se feront éliminer en huitièmes de finale de la Ligue des champions sur le score total de 10 à 2 face au Bayern Munich (défaite 5-1 lors des deux matchs). De plus, le club ne parvient même plus à se qualifier pour la Ligue des champions, une première depuis 20 ans.

##### Saison 2017-2018
Le 6 août 2017, Arsenal remporte la finale du Community Shield aux tirs au but face au Chelsea FC. Le club londonien ne s'étant pas qualifié pour la Ligue des champions, ils sont tout de même qualifiés pour disputer la Ligue Europa.
Le 14 septembre 2017, l'international espagnol joue son premier match de Ligue Europa lors du premier match de la phase de poules de son club face aux Allemands de Cologne (victoire, 3-1). Lors de ce match, Héctor Bellerín joue au poste inhabituel de milieu droit et inscrit son premier but dans cette compétition qu'il découvre à la 82e minute.
Le 25 janvier 2018, lui et ses coéquipiers perdent la finale de la Coupe de la Ligue anglaise 3-0 face à Manchester City. Arsenal se fera éliminer en demi-finale de la Ligue Europa face à l'Atlético de Madrid, futur vainqueur de l'épreuve.

##### Saison 2018-2019
La saison 2018-2019 est une année assez difficile pour le latéral droit, victime d'une rupture du ligament croisé lors du dernier match de championnat du mois de janvier de son équipe face au Chelsea FC. Blessé lors de ce match, Héctor Bellerín cède sa place à Mohamed Elneny à la 72e minute. Le vétéran Stephan Lichtsteiner et le jeune Ainsley Maitland-Niles (repositionné au poste de latéral) assureront donc le poste pour la suite de la saison. Arsenal arrivera lors de cette saison jusqu'en finale de la Ligue Europa mais s'inclinera lourdement en finale face à au Chelsea FC (défaite, 4-1) lors d'un match qui sera le dernier de la carrière du légendaire Petr Čech.

##### Saison 2019-2020
Le 20 septembre 2019, Héctor Bellerín commence la saison 2019-2020 lors d'un match avec l'équipe réserve d'Arsenal où il portera le brassard de capitaine. Le 24 septembre 2019, Il effectue son retour sur les pelouses professionnelles lors d'une victoire 5-0 en Coupe de la Ligue face à Nottingham Forest. Entré en jeu à 13 minutes de la fin du match, il délivrera une passe décisive. Le 9 novembre 2019, il signe son retour en Premier League, titulaire 90 minutes face à Leicester City. En octobre, il effectue son retour en Europe en étant titularisé lors des matchs de Ligue Europa du club londonien. Le brassard de capitaine lui est même confié lors des deux premiers matchs de son retour européen.
Le 21 janvier 2020, alors qu'il revient d'un claquage tendineux, il est titularisé et nommé capitaine pour le derby qui oppose son club au Chelsea FC. Il y inscrit alors le but de l'égalisation à la 87e minute. Interrompu par la pandémie de Covid-19, le championnat reprendra lors du mois de juin avec une défaite 3-0 des Gunners face à Manchester City.

#### Prêt au Real Betis Balompié (2021-2022)
Le 31 août 2021, Héctor Bellerín est prêté pour une durée d'une saison au Real Betis Balompié.
Il joue son premier match pour le club le 13 septembre 2021, lors d'une rencontre de championnat face au Grenade CF. Il est titularisé et son équipe s'impose par deux buts à un.

### FC Barcelone (2022-2023)
Après s'être libéré de son contrat avec Arsenal, Héctor Bellerín revient dans son club formateur du FC Barcelone et s'engage jusqu'en juin 2023. Son passage au club catalan ne sera pas concluant, jouant seulement 7 matchs avec le FC Barcelone. Il quitte le club avant la fin de son contrat pour rejoindre le Sporting CP.

### Sporting CP (2023)
Le 31 janvier 2023, juste avant la fin du mercato hivernal, Héctor Bellerín signe en faveur du Sporting CP, en remplacement Pedro Perro, parti plus tôt dans la journée au Tottenham Hotspur.
Bellerín joue son premier match pour le Sporting le 6 février 2023, contre le Rio Ave FC, en championnat. Il entre en jeu et son équipe l'emporte par un but à zéro. Le 27 février 2023, il inscrit son premier but pour le Sporting CP, lors d'une rencontre de championnat contre le GD Estoril-Praia. Titularisé, il ouvre le score et participe à la victoire de son équipe par deux buts à zéro,.

### Real Betis Balompié (depuis 2023)
Le 18 juillet 2023, Héctor Bellerín paraphe un contrat de cinq ans avec le Real Betis Balompié jusqu'en 2028,,.

### En sélection

#### Moins de 19 ans
Héctor Bellerín participe au championnat d'Europe des moins de 19 ans 2013 avec l'équipe d'Espagne.
Son équipe atteint le stade des demi-finales, en se faisant éliminer par la France (2-1 après prolongation).

#### Équipe d'Espagne A
Le 29 mai 2016, Vicente del Bosque fait débuter Héctor Bellerín en équipe d'Espagne lors d'un match amical face à la Bosnie-Herzégovine (victoire 3-1).
Initialement absent d'une liste provisoire de vingt-cinq joueurs espagnols sélectionnés pour disputer l'Euro 2016 en France mais retenu parmi une liste de onze réservistes, Héctor Bellerín fait partie de la liste définitive de 23 joueurs annoncée le 31 mai 2016.
Il intègre la Roja à la place de Dani Carvajal, blessé au muscle ilio-psoas droit lors de la finale de la Ligue des champions et qui ne peut être rétabli pour la compétition continentale,.
En octobre 2020, après plus de quatre ans d'absence, il est rappelé en sélection et joue un match amical, le 11 novembre 2020, contre les Pays-Bas. Il est titularisé alors que les deux équipes se neutralisent (match nul, 1-1).

## Statistiques
| Saison                | Club                  | Championnat           | Championnat | Championnat | Championnat | Coupe nationale | Coupe nationale | Coupe nationale | Coupe de la Ligue | Coupe de la Ligue | Coupe de la Ligue | Supercoupe | Supercoupe | Supercoupe | Compétition(s) continentale(s) | Compétition(s) continentale(s) | Compétition(s) continentale(s) | Compétition(s) continentale(s) | Espagne | Espagne | Espagne | Total | Total | Total |
| Saison                | Club                  | Division              | M.          | B.          | P.d.        | M.              | B.              | P.d.            | M.                | B.                | P.d.              | M.         | B.         | P.d.       | Comp.                          | M.                             | B.                             | P.d.                           | M.      | B.      | P.d.    | M.    | B.    | P.d.  |
| 2013-2014             | Arsenal               | Premier League        | 0           | 0           | 0           | 0               | 0               | 0               | 1                 | 0                 | 0                 | -          | -          | -          | C1                             | 0                              | 0                              | 0                              | -       | -       | -       | 1     | 0     | 0     |
| 2014-2015             | Arsenal               | Premier League        | 20          | 2           | 1           | 3               | 0               | 0               | 1                 | 0                 | 0                 | 0          | 0          | 0          | C1                             | 4                              | 0                              | 0                              | -       | -       | -       | 28    | 2     | 1     |
| 2015-2016             | Arsenal               | Premier League        | 36          | 1           | 5           | 1               | 0               | 2               | 0                 | 0                 | 0                 | 1          | 0          | 0          | C1                             | 6                              | 0                              | 1                              | 3       | 0       | 1       | 47    | 1     | 9     |
| 2016-2017             | Arsenal               | Premier League        | 33          | 1           | 4           | 4               | 0               | 1               | 0                 | 0                 | 0                 | -          | -          | -          | C1                             | 5                              | 0                              | 0                              | -       | -       | -       | 42    | 1     | 5     |
| 2017-2018             | Arsenal               | Premier League        | 35          | 2           | 3           | 0               | 0               | 0               | 3                 | 0                 | 0                 | 1          | 0          | 0          | C3                             | 8                              | 1                              | 1                              | -       | -       | -       | 47    | 3     | 4     |
| 2018-2019             | Arsenal               | Premier League        | 19          | 0           | 5           | 0               | 0               | 0               | 0                 | 0                 | 0                 | -          | -          | -          | C3                             | 0                              | 0                              | 0                              | -       | -       | -       | 19    | 0     | 5     |
| 2019-2020             | Arsenal               | Premier League        | 15          | 1           | 0           | 3               | 0               | 0               | 2                 | 0                 | 1                 | -          | -          | -          | C3                             | 3                              | 0                              | 0                              | -       | -       | -       | 23    | 1     | 1     |
| 2020-2021             | Arsenal               | Premier League        | 25          | 1           | 2           | 1               | 0               | 0               | 1                 | 0                 | 0                 | 1          | 0          | 0          | C3                             | 7                              | 0                              | 1                              | 1       | 0       | 0       | 36    | 1     | 3     |
| Sous-total            | Sous-total            | Sous-total            | 183         | 8           | 20          | 12              | 0               | 3               | 8                 | 0                 | 1                 | 3          | 0          | 0          | -                              | 33                             | 1                              | 3                              | 4       | 0       | 1       | 243   | 9     | 28    |
| 2013-2014             | Watford FC (prêt)     | Championship          | 8           | 0           | 0           | -               | -               | -               | -                 | -                 | -                 | -          | -          | -          | -                              | -                              | -                              | -                              | -       | -       | -       | 8     | 0     | 0     |
| Sous-total            | Sous-total            | Sous-total            | 8           | 0           | 0           | -               | -               | -               | -                 | -                 | -                 | -          | -          | -          | -                              | -                              | -                              | -                              | -       | -       | -       | 8     | 0     | 0     |
| 2021-2022             | Real Betis (prêt)     | La Liga               | 23          | 0           | 2           | 5               | 0               | 1               | -                 | -                 | -                 | -          | -          | -          | C3                             | 4                              | 0                              | 2                              | -       | -       | -       | 32    | 0     | 5     |
| Sous-total            | Sous-total            | Sous-total            | 23          | 0           | 2           | 5               | 0               | 1               | 0                 | 0                 | 0                 | 0          | 0          | 0          | -                              | 4                              | 0                              | 2                              | 0       | 0       | 0       | 32    | 0     | 5     |
| 2022-2023             | FC Barcelone          | La Liga               | 5           | 0           | 0           | 2               | 0               | 0               | -                 | -                 | -                 | -          | -          | -          | C1                             | 2                              | 0                              | 0                              | -       | -       | -       | 9     | 0     | 0     |
| Sous-total            | Sous-total            | Sous-total            | 5           | 0           | 0           | 2               | 0               | 0               | 0                 | 0                 | 0                 | 0          | 0          | 0          | -                              | 2                              | 0                              | 0                              | 0       | 0       | 0       | 9     | 0     | 0     |
| 2022-2023             | Sporting CP           | Liga NOS              | 10          | 1           | 0           | 1               | 0               | 0               | -                 | -                 | -                 | -          | -          | -          | C1+C3                          | 0+3                            | 0+0                            | 0+0                            | -       | -       | -       | 14    | 1     | 0     |
| Sous-total            | Sous-total            | Sous-total            | 10          | 1           | 0           | 1               | 0               | 0               | 0                 | 0                 | 0                 | 0          | 0          | 0          | -                              | 3                              | 0                              | 0                              | 0       | 0       | 0       | 14    | 1     | 0     |
| 2023-2024             | Real Betis            | La Liga               | 22          | 0           | 1           | 2               | 0               | 0               | -                 | -                 | -                 | -          | -          | -          | C3+C4                          | 3+2                            | 0+0                            | 0+0                            | -       | -       | -       | 29    | 0     | 1     |
| 2024-2025             | Real Betis            | La Liga               | 9           | 0           | 2           | 0               | 0               | 0               | -                 | -                 | -                 | -          | -          | -          | C4                             | 4                              | 0                              | 0                              | -       | -       | -       | 13    | 0     | 2     |
| Sous-total            | Sous-total            | Sous-total            | 31          | 0           | 3           | 2               | 0               | 0               | 0                 | 0                 | 0                 | 0          | 0          | 0          | -                              | 9                              | 0                              | 0                              | 0       | 0       | 0       | 42    | 0     | 3     |
| Total sur la carrière | Total sur la carrière | Total sur la carrière | 257         | 9           | 25          | 22              | 0               | 4               | 8                 | 0                 | 1                 | 3          | 0          | 0          | -                              | 51                             | 1                              | 5                              | 4       | 0       | 1       | 345   | 10    | 36    |

## Palmarès

### En club
| Arsenal FC (6) : | Real Betis (1) :                            | FC Barcelone (1)                                 |
| --- | ------------------------------------------- | ------------------------------------------------ |
| - Coupe d'Angleterre (3) : - Vainqueur : 2015, 2017 et 2020. - Community Shield (3) : - Vainqueur : 2015, 2017 et 2020. - Coupe de la Ligue anglaise : - Finaliste : 2018. - Championnat d'Angleterre : - Vice-champion : 2016. | - Coupe d'Espagne (1) : - Vainqueur : 2022. | - Championnat d'Espagne (1) : - Champion : 2023. |

### En équipe nationale
- Championnat d'Europe espoirs
  - Finaliste en 2017.

### Distinctions personnelles
- Membre de l'équipe-type du Championnat d'Europe espoirs en 2013.
- Membre de l'équipe-type de Premier League en 2016.
- 3e pour le Golden Boy en 2015.